# El Mundo Ilustrado

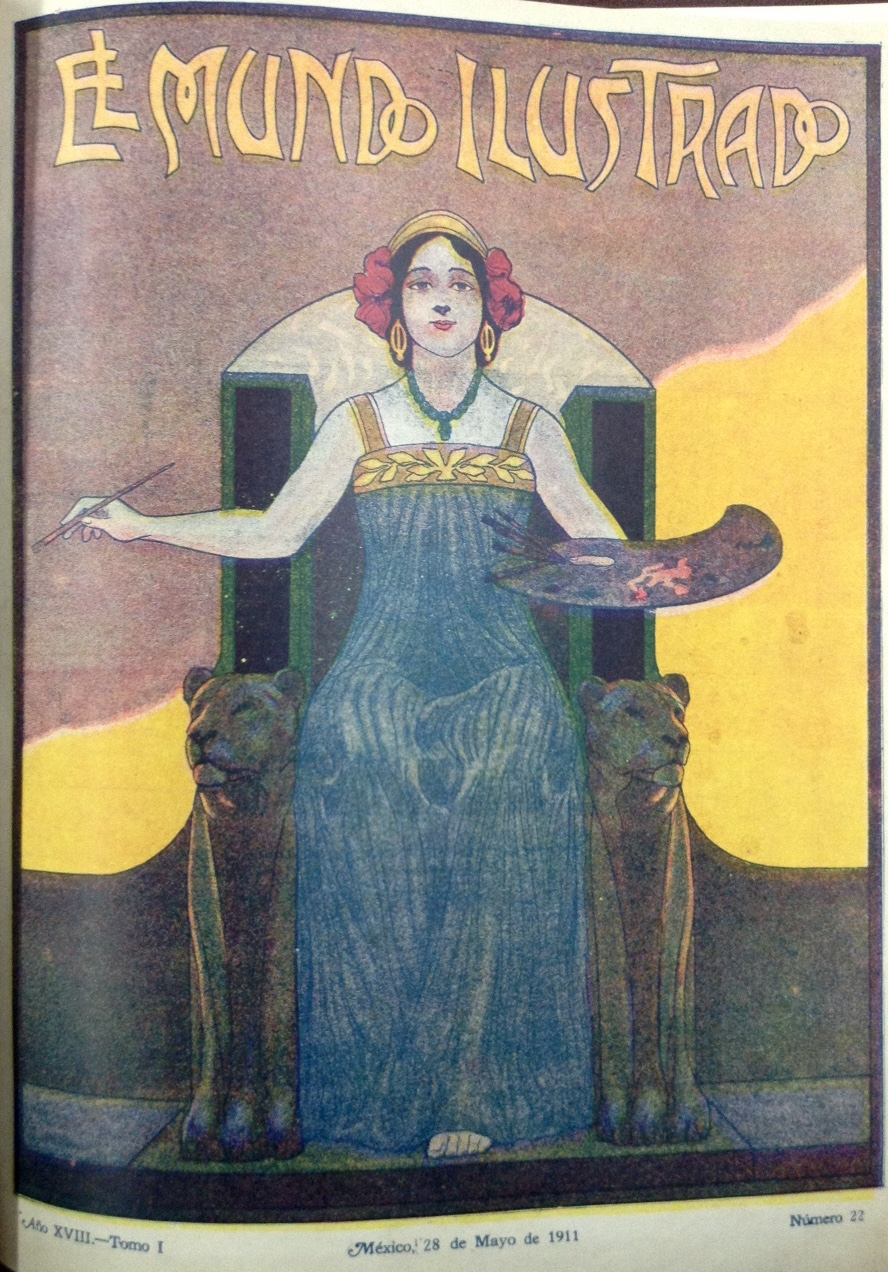
Portada a color estilo art nouveau, 1911.

El Mundo Ilustrado (1894-1914) fue un periódico mexicano semanal fundado por Rafael Reyes Spíndola en la ciudad de Puebla. Fue un medio importante de la prensa burguesa porfirista. Al ser el primer semanario ilustrado de México se caracterizó por la gran calidad de su contenido gráfico, ya que cada una de las páginas contaba con ilustraciones y fotografías que complementaban las noticias más relevantes del ámbito social nacional e internacional. Los talleres donde se editaba contaban con la infraestructura más moderna de la época. El trabajo gráfico del periódico se ha considerado precursor del diseño gráfico en México.

## Contexto histórico-cultural
El Porfiriato se caracterizó por ser una época de progreso industrial y estabilidad política en México regido bajo el pensamiento en  favor del progreso por medio de la educación y la ciencia. 
El ambiente sociopolítico de ese momento, a pesar de la estabilidad, coexistía con la pluralidad de corrientes ideológicas ( liberales, positivistas y conservadores ). Las estructuras de sociedad civilizada europeas, en especial las francesas, eran el modelo ideal a seguir del gobierno de Porfirio Díaz , lo cual incluía cánones morales y de comportamiento en común, como los de la familia y el papel de la mujer en la vida cotidiana.“La cultura porfirista admiró lo extranjero pero también presentó un carácter nacional y nacionalista.”  La fuerte influencia francesa era notable, principalmente, con el modernismo en la literatura, con el romanticismo y realismo en el arte, con el neoclásico y el art nouveau en la arquitectura, y en la moda en vestidos con polisón que resaltaban las curvas de la mujer. La burguesía era la que adoptaba las tendencias extranjeras por medio de publicaciones como "El Mundo Ilustrado". De igual manera se fomentó el nacionalismo con el fin de generar un sentimiento de identidad a través de la educación, enseñando a los niños sobre la historia patria y valores cívicos y por medio de monumentos históricos y ceremonias cívicas en las que se enaltecía a los héroes de la Independencia y al mismo Porfirio Díaz.
En el arte se buscó promover el estilo mexicano y la literatura costumbrista y realista. Algunos de los escritores más notables fueron José Tomás Cuellar, Rafael Delgado, Federico Gamboa, Emilio Rabasa, entre otros. Asimismo, en el ámbito de las artes plásticas se promovió el paisajismo de José María Velasco y Saturnino Herrán o las ilustraciones de Leandro Izaguirre y José María Villasana. De igual manera los grabados de José Guadalupe Posada fueron, posteriormente, icónicos de la época. 

## Periodismo en México

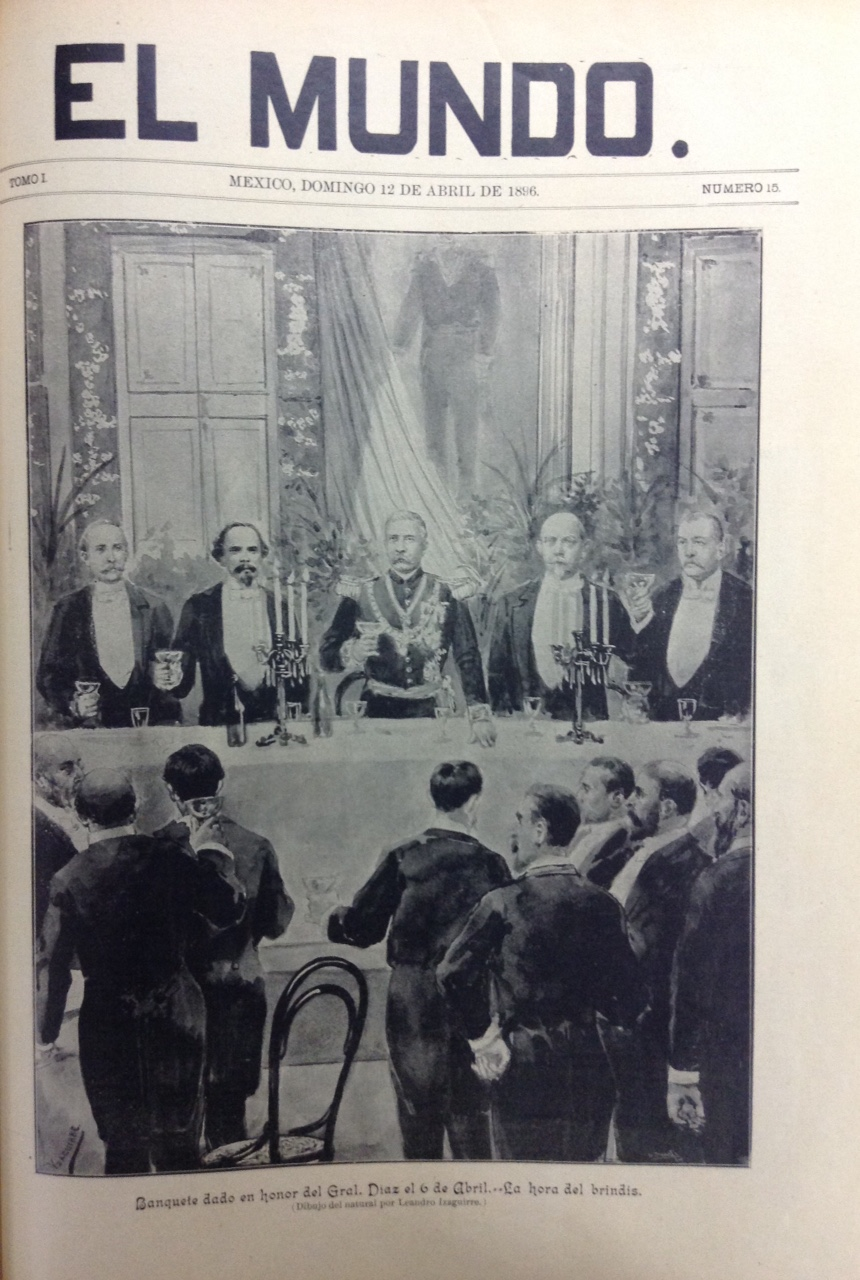
"Banquete dado en honor al Gral. Díaz el día 6 de Abril- La hora del brindis" por Leandro Izaguirre, 1896.

A pesar de que la prensa en México se desarrolló desde el siglo XVI, fue en el XIX cuando se consolidó un periodismo mexicano de tendencia principalmente política. “Desde la Independencia hasta la Revolución el periodismo fue el orientador de la sociedad, así como la sociedad lo fue del periodismo.”  El avance tecnológico e industrial y la implementación de la litografía fueron clave para el avance del periodismo,  ya que se agilizó la impresión y distribución de las publicaciones. De igual manera la necesidad de, por un lado, comunicar los sucesos políticos a la gente y publicar injusticias sociales, y por el otro vender productos y posicionar marcas, fueron clave para ese avance. Sin embargo, en la época porfirista, el nivel de analfabetismo era altísimo, “en 1895 sólo el 15% de la población sabía leer y escribir”.
El periodismo fue fundamental para la divulgación de la literatura y la historia, ya que la edición de los libros era escasa debido al costo del papel y la censura. Entonces, al ser prácticamente el medio más viable para la circulación de ideas, la prensa fue usada como medio para moldear a la sociedad, ya que la pluralidad de ideologías se traducía en publicaciones de varias corrientes, como la liberal, la conservadora, federalista o monárquica.  Lo claro es que el periodismo político era el género dominante durante el siglo XIX debido a los múltiples altercados políticos.Cuando por fin se logró la estabilidad, surgieron publicaciones como El Mundo Ilustrado que proponía un periodismo más complaciente y ameno. Rafael Reyes Spíndola, su fundador y padre del periodismo moderno en México, fue un periodista excepcional en los ámbitos de la imprenta y la comercialización,  y llegó a ser una pieza clave en el ejercicio del poder de Porfirio Díaz.  
En 1896 numerosas publicaciones de izquierda fueron cerradas por el gobierno de Díaz, como El Siglo XIX y El Monitor Republicano, lo cual permitió que El Imparcial y El Mundo Ilustrado, ambos de Reyes Spíndola, se posicionaran como los más importantes. Es imposible negar que una de las características más criticables y recordadas del Porfiriato fue justamente esta situación: la continua censura de los periódicos de oposición como El Hijo del Ahuizote y Regeneración, y la persecución y encarcelamiento de sus editores y escritores, así como el protectorado de quienes estaban de su lado, como Reyes Spíndola.

## El Mundo Ilustrado

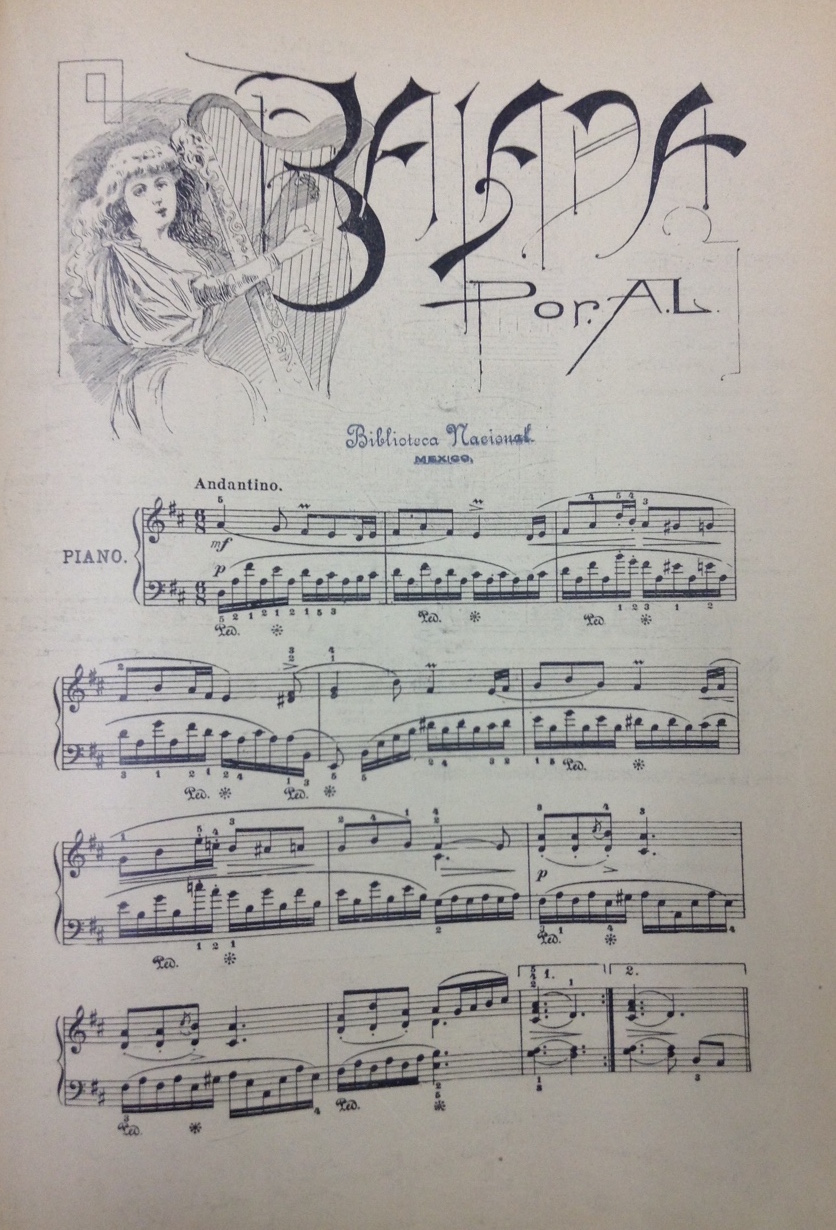
Partitura para piano

El Mundo Ilustrado comenzó a circular el domingo 14 de octubre de 1894  en Puebla, inicialmente con el nombre El Mundo Semanario Ilustrado. Su principal objetivo era el de proporcionar una recapitulación de los acontecimientos nacionales e internacionales así como promover la verdad y la justicia.

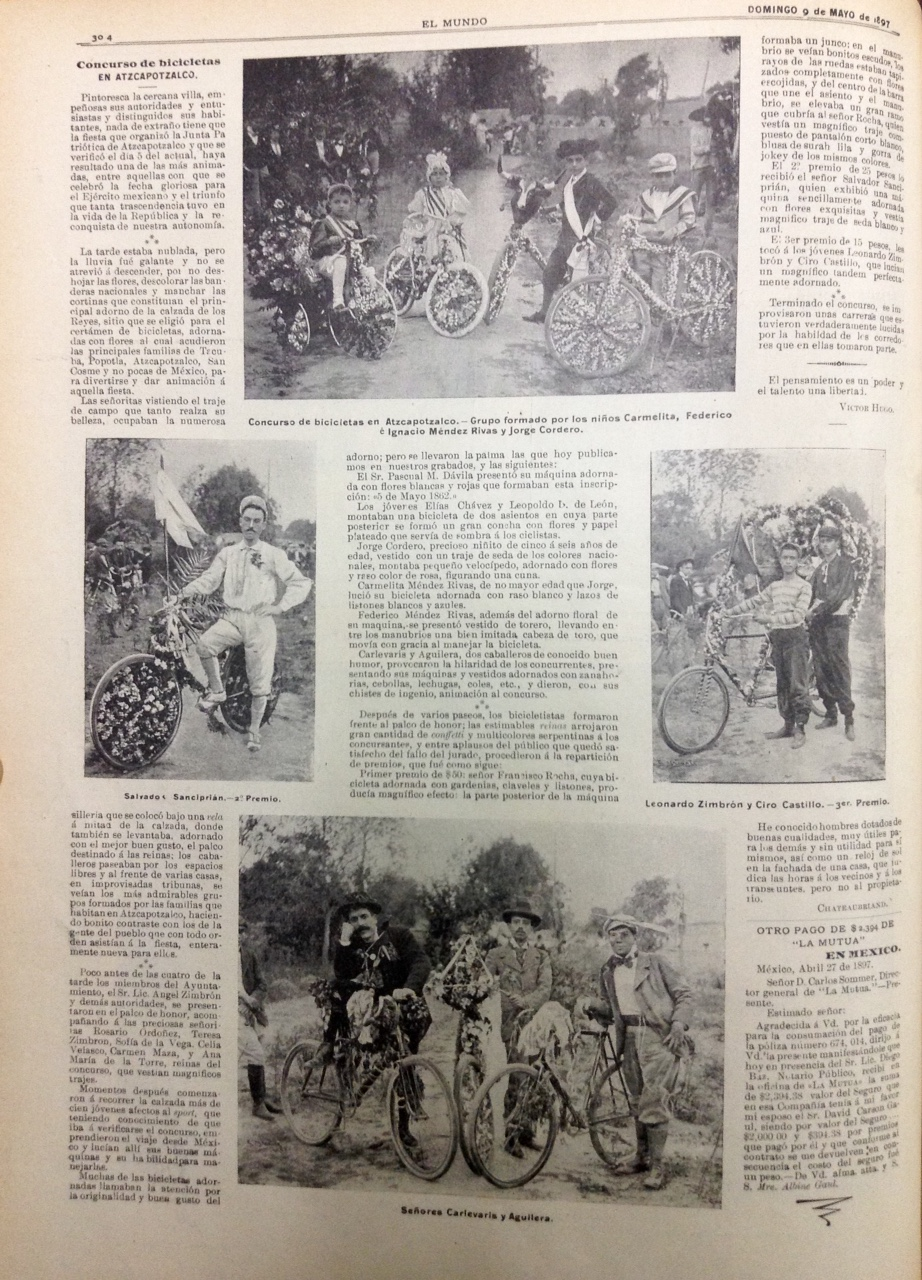
Concurso de bicicletas en Azcapotzalco, 1897

En un inicio estuvo auspiciado por el gobernador de Puebla, el general Mucio P. Martínez, quien le ofreció a Reyes Spíndola la Escuela de Artes como taller de fotografía, con la condición de que sus trabajadores enseñaran a los alumnos el oficio.  Los primeros números de la publicación se imprimieron en papel de muy baja calidad por lo que su precio se mantuvo bajo. 
En 1895 se mudaron los talleres a la Ciudad de México en la calle 2ª de las Damas, #4, apartado 87-B,  por lo que la publicación se distribuyó solo en la capital. Para este año la calidad del papel y las impresiones mejoró, ya que se adquirió nueva maquinaria proveniente de Europa. Con esto, Reyes Spíndola pretendía superar al resto de las publicaciones mexicanas y ponerse a la par de las extranjeras, ya que los contenidos representaban los modelos a seguir de las clases ilustradas. De igual manera quería brindar una alternativa noticiosa distinta a la política, por lo que los contenidos constaron de información internacional, eventos sociales, entretenimiento y consumo, los cuales debían incluir ilustraciones atractivas.
Para Reyes Spíndola fue primordial dar a conocer artistas y escritores mexicanos, por lo que contó con colaboraciones de ambos para la publicación. Por ejemplo, se publicaban novelas por entregas como Perucho, nieto del Periquillo, por un devoto del pensador mexicano, la cual fue ilustrada por Leandro Izaguirre, Carlos Alcalde y Jesús Martínez Carrión. También partituras musicales, portadas dedicadas al arte mexicano y novelas como La Navidad en las montañas de Ignacio M. Altamirano, Engaño sublime de María Lescot y Flor de Niza de Andres Theuret, traducida especialmente para El Mundo Ilustrado. 
El estilo de las imágenes de El Mundo Ilustrado era costumbrista, sus ilustradores lograron retratar la heterogeneidad de las sociedad mexicana al incluir escenas de niños jugando o una mujer de clase alta dando limosna a un hombre,  y en algunos casos, imágenes de las clases bajas disfrazadas con títulos sarcásticos y humorísticos con el fin de hacer una crítica social encubierta. Con el tiempo este tipo de imágenes fueron reemplazadas por otras de artistas europeos académicos del estilo art nouveau. En contraste con estas ilustraciones estaba el apartado especial “Damas distinguidas de la República”,  y el de eventos sociales donde se publicaban  nupcias de funcionarios de gobierno o personas importantes; igualmente retratos de Porfirio Díaz, en los que se le enalteció como un gran presidente. En cuanto a los temas que trataba, en un principio eran páginas de resumen de acontecimientos de la semana, crónicas de sucesos internacionales, galería de arte, novelas y suplementos humorísticos y de moda. En fechas como Semana Santa, Aniversario de la Independencia o Nochebuena se editaban números especiales del semanario. Para 1910 ya se tenían secciones fijas como: Semana, Crónicas científicas, Revista universal, Páginas femeninas, Páginas de la moda, Usos de sociedad, Junto a la cuna y el Médico en casa. Además de contar con bastantes anuncios que ofrecían desde artículos médicos hasta muebles, incluso El Palacio de Hierro se anunció en sus páginas. Es posible considerar que de 1904 a 1908 fue la época de oro del semanario debido a que la calidad, tanto de contenidos como artísticos, alcanzó un  gran nivel. 
En 1908 Reyes Spíndola tuvo que vender el semanario debido a problemas personales, en junio de ese año se anunció el cambio de administración y, que a pesar de ello, iban a continuar manteniendo sus estándares de calidad y formato. Sin embargo, Víctor M. Garcés, el nuevo dueño, y su equipo hicieron algunos cambios, se mudaron de domicilio dos veces, cambiaron el formato del periódico, y, debido al abaratamiento de costos, la calidad del papel bajó y sólo se usó el de buena calidad para secciones específicas y el uso de la fotografía  para las portadas fue más frecuente. Cabe mencionar que Guillermo Kahlo colaboró para algunas de ellas.
En 1913 la empresa Actualidades, Artes y Literatura adquirió el semanario y en 1914 sus talleres fueron apropiados por el gobierno de Venustiano Carranza, sin embargo pudieron seguir editando el semanario por unos meses más gracias a la existencia de otras imprentas instauradas por Díaz. Este fue un momento de crisis para la editorial ya que se encontraban en aprietos debido a la Revolución, por lo que la falta de recursos y personal fue frecuente, sin embargo se las arreglaron para no bajar más la calidad de la publicación. Sin embargo, en ese mismo año El Mundo Ilustrado cerró definitivamente, mientras que su fundador, Rafael Reyes Spíndola, se encontraba en el retiro.

## Diseño

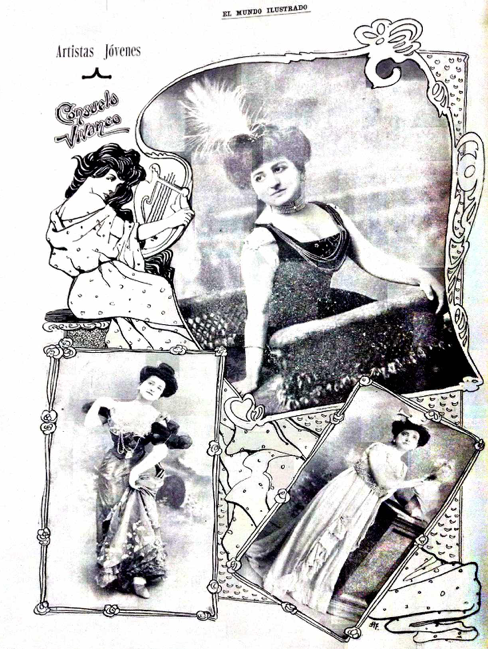
Retratos de Consuelo Vivianco con marcos art nouveau

El Mundo Ilustrado sobresalió por su diseño editorial, aunque en esos momentos no existía formalmente la disciplina, pero se le considera como precursor del diseño gráfico en México, ya que los que se encargaban de las ilustraciones eran artistas, aunque el trabajo en el periódico no se consideraba arte propiamente. Esto no quiere decir que no consideraran importante su labor.

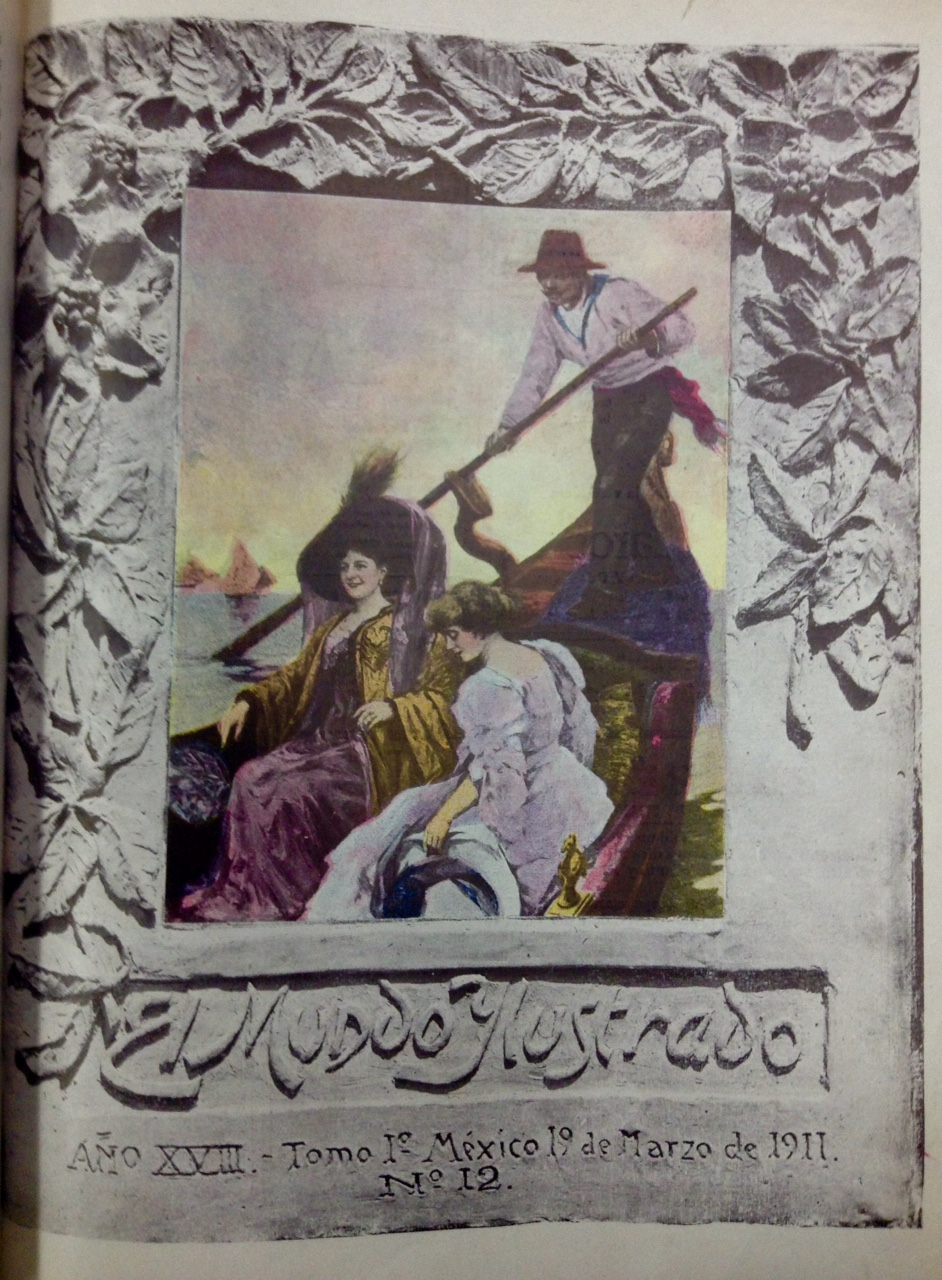
En esta portada se puede apreciar cómo experimentaban los ilustradores con la forma y materiales.

  Por otro lado, gracias al avance tecnológico en el ámbito plástico, como la fotografía y los tipos móviles, fue posible la innovación de un lenguaje gráfico en cuanto a contenido y forma.  Este hecho fue muy importante para los objetivos de la publicación, ya que al ser un semanario que invitaba a una lectura de ocio, las imágenes fueron clave. Las técnicas usadas en El Mundo Ilustrado fueron el grabado, la ilustración y la fotografía, siendo esta última el elemento que le brindó el status de una publicación moderna. Cabe mencionar que su formato era tabloide, raro para su época, lo que le diferenciaba de los demás periódicos. De igual manera el uso de distintas tipografías en una misma página, a veces hasta cuatro, habla de que no se escatimaba en recursos. 
La evolución del estilo gráfico de El Mundo Ilustrado se puede apreciar principalmente en sus portadas y carátulas, aunque también en los anuncios publicitarios y en los encabezados de cada sección. A lo largo de su existencia contó con varios cambios gráficos en sus portadas, adaptándose a las tendencias plásticas europeas de la época, pero no como una copia sino como una reinterpretación de Europa adaptada al contexto mexicano.  Los cabezales siempre fueron dibujados, lo que le brindó gran diversidad tipográfica, ya que los ilustradores podían experimentar con la composición y la forma. Pasaron por varios cambios tipográficos, en sus inicios se usó una tipografía egipcia, bold sin patines para EL MUNDO en formato de semicírculo, con el subtítulo Semanario Ilustrado en horizontal acompañado de dos globos terráqueos, uno en cada lado.  Con el paso del tiempo, elementos como los globos y el subtítulo se descartaron y sólo quedó en el cabezal EL MUNDO, aunque con algunas variaciones tipográficas. Después se incluyó el nombre completo del semanario en el cabezal, El Mundo Ilustrado, con tipografía egipcia y con la inicial de cada palabra en altas.  Entrado el siglo XX la tendencia que marcó fuertemente el estilo del semanario fue el art nouveau con la presencia de formas intrincadas y redondeadas en los cabezales, los marcos que adornaban las fotografías y encabezados de las secciones presentaban motivos orgánicos, así como el uso de una tipografía distinta cada semana.

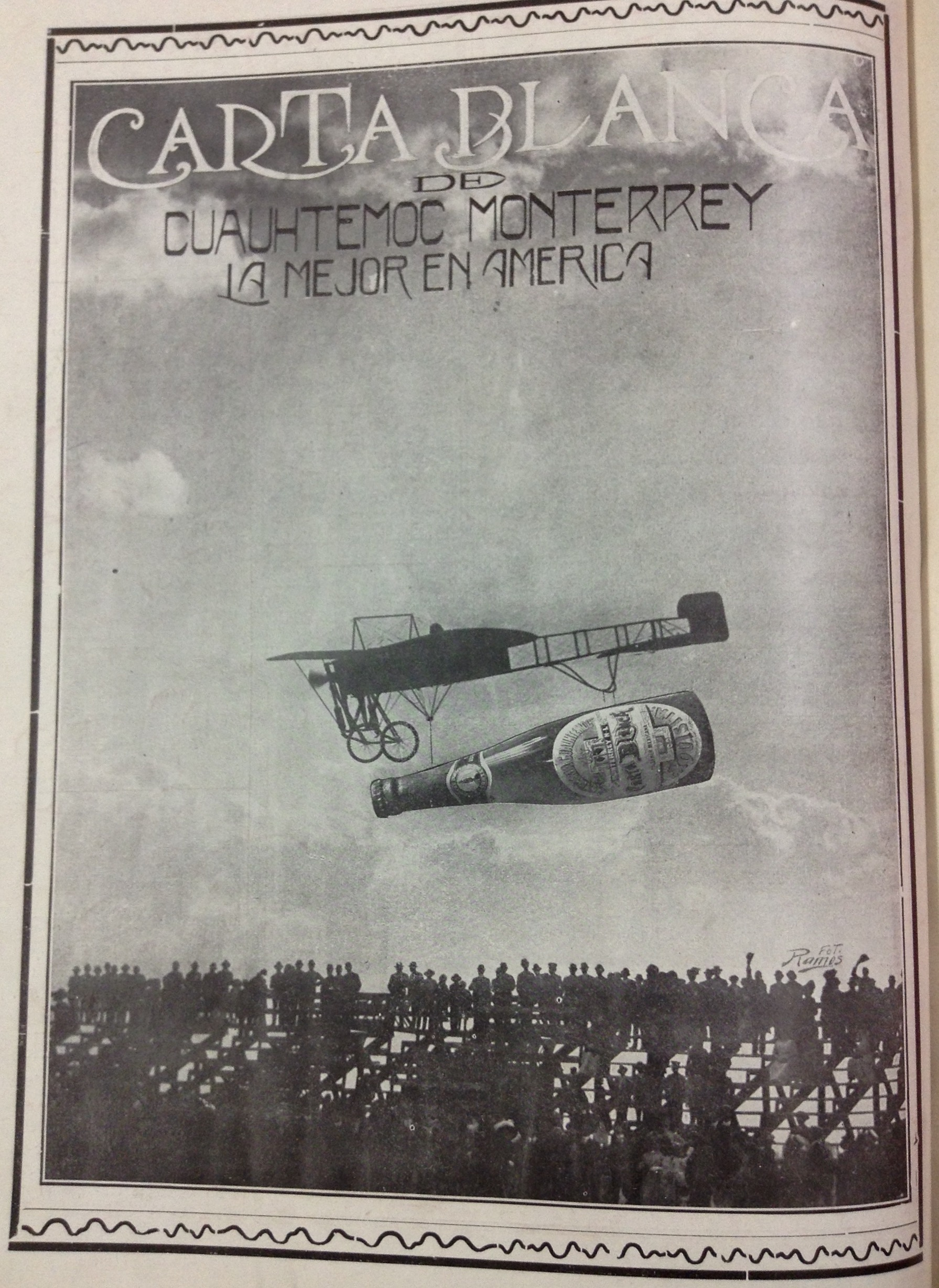
Experimentación con la fotografía, fotomontaje, 1911.

El semanario siempre mantuvo sus contenidos en blanco y negro, excepto en algunos casos en los que los anuncios publicitarios se imprimían en tinta roja o azul. Para 1911 algunas portadas, además de la exquisita ilustración, usaban hasta cuatro tintas, aproximadamente. Cabe mencionar que la publicidad fue un medio importante para el desarrollo del diseño gráfico, ya que igual gozaban de riqueza visual y tipográfica, incluso, en un anuncio de la cerveza Carta Blanca se experimentó con el fotomontaje, ya que aparece una fotografía grande de la botella en posición horizontal siendo transportada por una avioneta sobre la fotografía de una multitud de personas.
En 1910, bajo la nueva administración, se cambió el formato tabloide por el formato carta, con fines prácticos supuestamente, sin embargo al ser el tabloide distintivo de El Mundo Ilustrado el público estaba inconforme con el cambio, y debido a esto la administración decidió retomarlo. En los últimos años del semanario, el estilo art nouveau siguió predominando en los cabezales, no obstante en 1914 cuando se les agotaron los recursos, el medio al que recurrieron para ilustrarlo fue a la fotografía al ser más barata por no necesitar tintas de colores a diferencia de las ilustraciones.